# Arrojadoa penicillata
Arrojadoa penicillata ist eine Pflanzenart aus der Gattung Arrojadoa in der Familie der Kakteengewächse (Cactaceae). Das Artepitheton penicillata leitet sich vom lateinischen Wort penicillatus für ‚wie ein Künstlerpinsel‘ ab und verweist auf das endständige Cephalium der Art.

## Beschreibung
Arrojadoa penicillata wächst strauchig, ist reich verzweigt und erreicht Wuchshöhen von bis zu 2 Metern. Die Wurzeln sind nicht knollig oder rhizomartig. Die sehr schlanken Triebe weisen Durchmesser von 1 bis 1,5 Zentimeter auf. Die 10 bis 12 Rippen sind niedrig, die Areolen klein und dicht beieinander stehend. Aus den Areolen entspringen 1 bis 3 kräftige, steife Mitteldornen von 1 bis 3 Zentimeter Länge und 8 bis 12 kurze, sehr feine Randdornen. Das Cephalium besteht aus weißer Wolle und langen, braunen Borsten.
Die purpur- oder dunkelrosafarbenen Blüten sind bis 3 Zentimeter lang und erscheinen oft in Gruppen von 6 bis 12 Blüten. Die kugelförmigen Früchte sind rot und erreichen Durchmesser von 1,5 Zentimeter.

## Verbreitung, Systematik und Gefährdung
Arrojadoa penicillata ist im brasilianischen Bundesstaat Bahia verbreitet.
Die Erstbeschreibung als Cereus penicillatus erfolgte 1908 durch Max Gürke. Nathaniel Lord Britton und Joseph Nelson Rose stellten die Art 1920 in die Gattung Arrojadoa. Ein weiteres nomenklatorisches Synonym ist Cephalocereus penicillatus (Gürke) Werderm. (1933).
In der Roten Liste gefährdeter Arten der IUCN wird die Art als „Least Concern (LC)“, d. h. als nicht gefährdet geführt.

## Nachweise